# Wanning
Byen Wanning (万宁市; Pinyin: Wànníng Shì) er en by på amtsniveau på den sydøstlige del af øen og provinsen Hainan i Folkerepublikken Kina, som står direkte under provinsregeringen. I 1999 var der 546.089 indbyggere, og et areal på 1.884 km².